# The Player: A Retrospective
| Recensione | Giudizio |
| ---------- | -------- |
| AllMusic   |          |

The Prayer: A Retrospective è un album raccolta di David Bromberg, pubblicato dall'etichetta discografica Columbia Records nel 1998.

## Tracce
1. Sharon – 6:05 (David Bromberg) – Tratto dall'album: Demon in Disguise (1972)
2. The Holdup (Live) – 2:59 (David Bromberg, George Harrison) – Tratto dall'album: David Bromberg (1971)
3. Mr. Bojangles (Live) – 7:26 (Jerry Jeff Walker) – Tratto dall'album: Demon in Disguise (1972)
4. Suffer to Sing the Blues – 4:54 (David Bromberg) – Tratto dall'album: David Bromberg (1971)
5. Mr. Blue – 2:53 (Dewayne Blackwell) – Tratto dall'album: Midnight on the Water (1975)
6. The Joke's on Me – 3:32 (David Bromberg) – Tratto dall'album: Midnight on the Water (1975)
7. Sammy's Song – 4:47 (David Bromberg) – Tratto dall'album: David Bromberg (1971)
8. Yankee's Revenge (Medley) – 5:55 (Tradizionale; arrangiamento di David Bromberg) – Tratto dall'album: Midnight on the Water (1975)
9. Wallflower (Live) – 2:57 (Bob Dylan) – Tratto dall'album: Wanted Dead or Alive (1974)
10. Statesboro Blues/Church Bell Blues (Live) – 5:08 (Louis Jordan/Willie McTell) – Tratto dall'album: Wanted Dead or Alive (1974)
11. Nobody's – 4:58 (Gary White) – Tratto dall'album: Midnight on the Water (1974)
12. The Main Street Moan – 5:13 (David Bromberg) – Tratto dall'album: Wanted Dead or Alive (1974)
13. I Like to Sleep Late in the Morning – 3:25 (Stuart David Cohen) – Tratto dall'album: Midnight on the Water (1975)
14. Dehlia (Live) – 7:49 (David Bromberg) – Tratto dall'album: David Bromberg (1971)
15. The Holdup – 3:02 (David Bromberg, George Harrison) – Tratto dall'album: Wanted Dead or Alive (1974)

## Musicisti
Sharon
- David Bromberg - chitarra elettrica, voce
- Jerry Garcia - chitarra elettrica
- Keith Godchaux - pianoforte
- Steve Burgh - basso
- Andy Statman - sassofono
- Bill Kreutzmann - batteria
- Hilda Harris - accompagnamento vocale
- Joshie Jo Armstead - accompagnamento vocale
- Tasha Thomas - accompagnamento vocale

Mr. Bojangles
- David Bromberg - chitarra acustica, voce
- Steve Burgh - basso

Sugar in the Gourd
- David Bromberg - mandolino
- Andy Statman - mandolino
- Steve Burgh - chitarra acustica
- Ken Kosek - fiddle

The Holdup (Live) / Suffer to Sing the Blues / Sammy's Song / Dehlia (Live)
- David Bromberg - chitarra, voce
- David Amram - corno francese (brano: The Holdup)
- Jody Stecher - fiddle, voce (brano: Suffer to Sing the Blues)
- Jody Stecher - mandolino, voce (brano: The Holdup)
- Bob Dylan - armonica (brano: Sammy's Song)
- Willow Scarlett - armonica, voce (brano: Suffer to Sing the Blues e The Holdup)
- Willow Scarlet - armonica (brano: Dehlia)
- Richard Grando - sassofono tenore (brano: Suffer to Sing the Blues)
- David Nichterne - pianoforte, voce (brano: The Holdup)
- David Nichterne - chitarra elettrica (brano: Suffer to Sing the Blues)
- Steve Burgh - basso, voce (brani: Suffer to Sing the Blues e The Holdup)
- Steve Mosley - batteria, voce (brani: Suffer to Sing the Blues e The Holdup)

Mr. Blue
- David Bromberg - chitarra ritmica acustica, voce
- Bernie Leadon - chitarra acustica solista
- Buddy Cage - chitarra pedal steel
- Red Rhodes - chitarra pedal steel
- Brian Ahern - chitarra tremolo
- Hugh McDonald - basso
- Steve Mosley - batteria

The Joke's on Me
- David Bromberg - chitarra acustica solista, voce
- Bernie Leadon - chitarra ritmica acustica
- Peter Ecklund - tromba, arrangiamento strumenti a fiato
- Paul Fleisher - sassofono
- Evan Stover - violino
- Brantley Kearns - violino
- James Getzoff - violino
- Murray Adler - violino
- Haim Shtrum - violino
- Hugh McDonald - basso
- Steve Mosley - batteria
- Emmylou Harris - accompagnamento vocale

Yankee's Revenge (Medley)
- David Bromberg - chitarra
- David Bromberg - fiddle (brano: Drowsy Maggie)
- Jay Ungar - fiddle - mandolino
- Billy Novick - pennywhistle
- Richard Fegy - harmony fiddle (brano: Drowsy Maggie)

Nobody's
- David Bromberg - chitarra elettrica, voce
- Richard Fegy - chitarra acustica
- Peter Ecklund - flicorno, arrangiamenti strumenti a fiato
- Paul Fleischer - sassofono
- Evan Stover - violini, arrangiamenti violini
- Hugh McDonald - basso
- Steve Mosley - batteria
- Emmylou Harris - accompagnamento vocale

I Like to Sleep Late in the Morning
- David Bromberg - chitarra a dodici corde, dobro, voce
- Streamline - trombone
- Peter Ecklund - cornetta
- Billy Novick - clarinetto
- Brian Ahern - chitarra ritmica
- Hugh McDonald - basso
- Steve Mosley - batteria
- Brantley Kearns - accompagnamento vocale
- John Herald - accompagnamento vocale

Wallflower (Live)
- David Bromberg - chitarra, voce
- Neil Rossi - fiddle, voce
- Jay Ungar - fiddle
- John Payne - sassofono tenore (solo)
- Peter Ecklund - mellofono
- Tony Markellis - basso
- Steve Mosley - batteria

Statesboro Blues/Church Bell Blues (Live)
- David Bromberg - chitarra, voce, arrangiamenti

The Main Street Moan
- David Bromberg - chitarra acustica, voce
- Jerry Garcia - chitarra acustica
- Andy Statman - mandolino, voce
- Steve Burgh - basso

The Holdup
- David Bromberg - chitarra elettrica, chitarra acustica, voce
- Jerry Garcia - chitarra elettrica
- Keith Godchaux - pianoforte
- Andy Statman - sassofono
- Peter Ecklund - mellofono, tromba
- Phil Lesh - basso
- Bill Kreutzmann - batteria
- Hungria Garcia - timbales
- Tracy Nelson - accompagnamento vocale
- Andy McMahon - accompagnamento vocale
- Jack Lee - accompagnamento vocale